# Catholicisme en Finlande
Le catholicisme est une confession présente en Finlande depuis le XIe siècle. Il a connu une éclipse presque totale liée à la Réforme et compte  14 357 fidèles en 2018. 
L'Église catholique en Finlande est la partie de l'Église catholique de ce pays, placée sous l'autorité apostolique du pape; elle ne compte qu'un diocèse.

## Histoire
L'évangélisation se déroule aux 11e-13e siècles par des missionnaires originaires de Suède.
La langue officielle est le suédois, langue du pays tuteur-protecteur-promoteur, dans le cadre économique de la Hanse.
La langue des affaires est le moyen bas-allemand.
La langue de la religion, du culte, des offices, est le latin ecclésiastique des missionnaires de l'Église catholique (apostolique et romaine).
En 1157, une partie de la Finlande est occupée par le roi Éric IX de Suède, plus tard saint patron de Stockholm et l'un des saints patrons de la Suède (Vita Santi Erici).
En 1249, le Sud de la Finlande est conquis par la Suède.
L'archevêché d'Åbo (Turku) est constitué, avec cathédrale et château.
Le Missel d'Åbo (en) (Missale Aboense, 1488) est le premier livre imprimé (à Lübeck) à destination de Åbo (Turku), selon la liturgie dominicaine (Ordre des Prêcheurs.
La proximité (culturelle, diplomatique, économique, militaire) du Saint-Empire romain germanique en période de Réforme protestante amène la création d'une église nationale suédoise, luthérienne, l'Église de Suède (1527).
Le roi de Suède Gustave Ier Vasa (1496-1560) l'impose dans son pays et ses dépendances, dont la province de Finlande.
Mikael Agricola (1510-1557), pasteur finlandais, linguiste, érudits, humaniste, théologien, est un des principaux artisans de cette conversion religieuse collective. 
Il est consacré évêque d'Åbo en 1554 sans l'approbation du pape. En conséquence, il commence une réforme de l'Église finlandaise suivant la pensée luthérienne. Il traduit le Nouveau Testament (le Se Wsi Testamenti), le livre des prières, l'hymne et la messe en finnois et par le biais de ce travail fixe les règles de l'orthographe qui sont à la base de l'écriture moderne du finnois. La profondeur de ce travail est particulièrement remarquable, puisqu'il l'accomplit en seulement trois ans.
L'Église évangélique-luthérienne de Finlande efface durablement le catholicisme des pratiques, dès 1560.
Après diverses guerres, famines et déplacements de populations, dans le Grand-duché de Finlande (1809-1917), relativement autonome, dans l'Empire russe, le catholicisme, en liturgie dominicaine (jusqu'en 1860), peut reprendre, pour une population de 3 000 catholiques déclarés en 1830.
En 1856, est créée la paroisse d'Helsinki, et sa cathédrale est terminée en 1860.
1882 voit l'expulsion de tous les prêtres allemands, et l'interdiction de tous les prêtres étrangers (jusqu'en 1912).
L'indépendance (1918) voit surtout la décroissance de la population catholique, avec le départ des familles militaires russes.
Puis le catholicisme reprend vie, se réorganise.

## Contexte et vie de l'Église

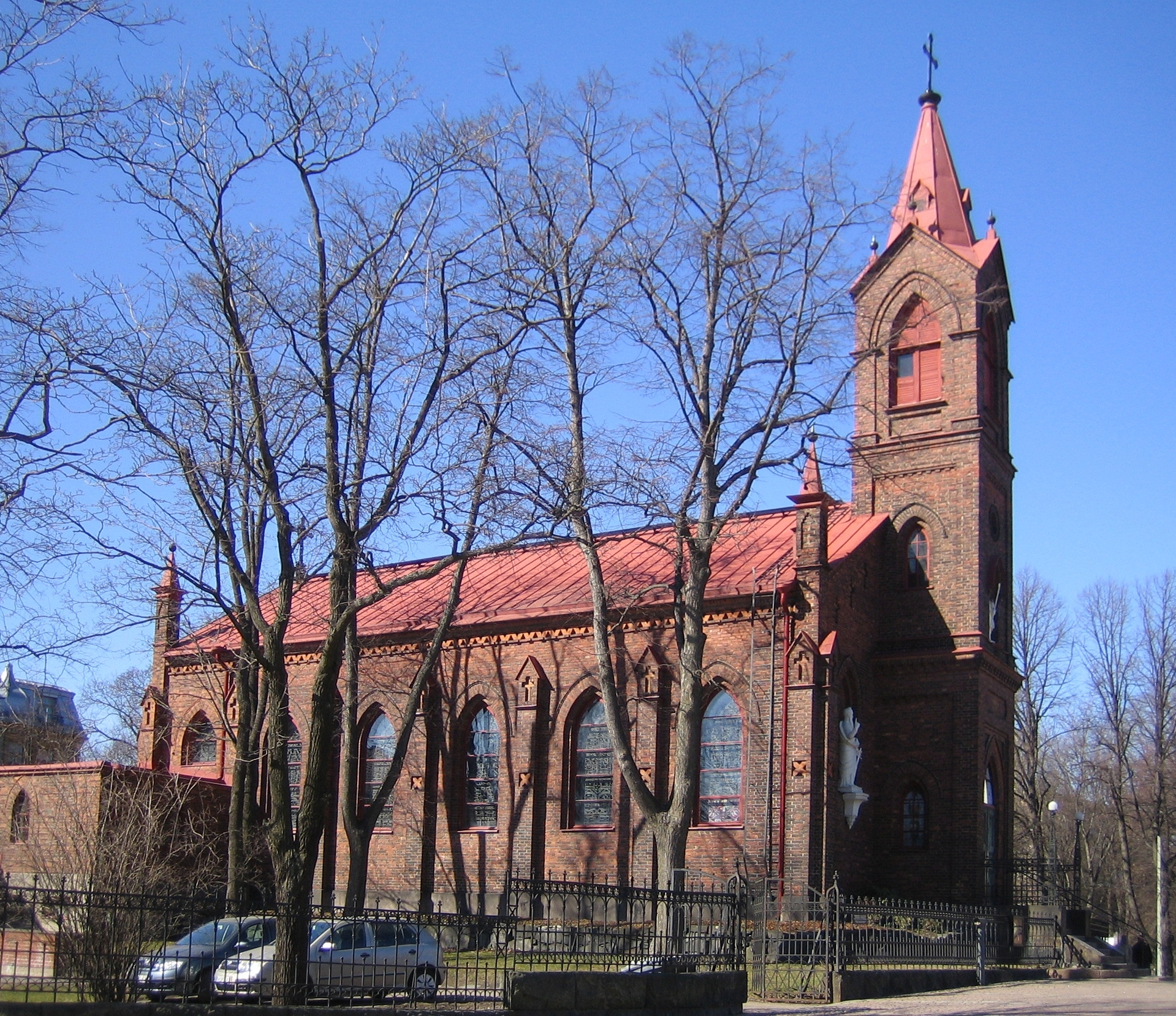
Cathédral Saint Henry, Helsinki

La Finlande a le plus bas taux de catholiques d'Europe. 
Le nombre de catholiques enregistrés officiellement croît rapidement, avec environ 11 345 membres fin 2010 dont 41,6 % sont de langue finnoise, 5,8 % de langue suédoise. 
La majorité est formée d'immigrants, pour la plupart polonais.
Environ la moitié des prêtres sont polonais. 
En 2007, seuls deux prêtres sont nés en Finlande, et seul l'un d'entre eux exerce en Finlande. 
Monseigneur Teemu Sippo, évêque d'Helsinki de 2009 à 2019, est le premier finlandais à servir comme évêque catholique depuis plus de 500 ans.
À cause du petit nombre de catholiques en Finlande, sur une population d'environ 5 500 000 Finlandais, l'ensemble du pays forme un seul diocèse, le diocèse catholique d'Helsinki, placé sous l'autorité directe du Saint-Siège.
Pour les années 2020, il convient d'ajouter aux 15 000 catholiques enregistrés environ 10 000 catholiques non enregistrés, soit un total de 25 000, soit approximativement 6 000 familles, dont la moitié est finlandaise et l'autre moitié plus internationale.
Sur les 35 prêtres signalés, 5 sont finlandais  et 30 sont donc étrangers.
Il existe huit paroisses, et deux nouvelles sont envisagées.

## Lieux de culte catholiques
- Helsinki : Cathédrale Saint-Henri d'Helsinki
- Helsinki : Église Sainte-Marie
- Turku : Église Sainte-Brigitte
- Jyväskylä : Église Saint-Olaf de Jyväskylä
- Tampere : Église Sainte-Croix de Tampere
- Kouvola : Église Sainte-Ursule
- Oulu : Église de la sainte famille de Nazareth